# Matematické vědy
Matematické vědy je skupina akademických disciplín v oblasti exaktních věd a jejich aplikací, jež kromě samotné matematiky zahrnuje další obory, které jsou podstatně matematické povahy.
Patří sem například statistika (a matematická statistika), jejíž metody jsou založeny na matematice, která však vyrostla z byrokratických a jiných empirických pozorování, obohatila se teorií pravděpodobnosti, a poté se rozrostla prostřednictvím aplikací v některých oblastech fyziky, biometrie a společenských věd, aby se stala samostatnou, ačkoli s matematikou úzce spřízněnou oblastí. Dále k matematickým vědám patří teoretická astronomie, teoretická fyzika, teoretická a aplikovaná mechanika, mechanika kontinua, matematická chemie, pojistná matematika, matematická informatika, výpočetní věda, data science a umělá inteligence, operační výzkum, kvantitativní biologie, teorie řízení, ekonometrie, geofyzika, kryptrografie, populační genetika a matematické geovědy.
Některé vysoké školy nabízejí tituly v matematických vědách (např. Vojenská akademie Spojených států, Stanfordova univerzita a Univerzita v Chartúmu) nebo aplikovaných matematických vědách (například Univerzita Rhode Islandu).